# Lurgan
Lurgan (irlandzki: An Lorgain) – miasto w Irlandii Północnej, leżące w hrabstwie Armagh. Miasto liczy ponad 23 000 mieszkańców.
Lurgan znajduje się około 30 km na południowy zachód od Belfastu, z którym połączony jest zarówno autostradą M1 jak i linią kolejową ze stacją Lurgan.

## Historia
Nazwa miasta Lurgan pochodzi od irlandzkiego słowa An Lorgain, co oznacza długi grzbiet, goleń.Miasto Lurgan miało wcześniej kilka nazw: Lorgain Chlann Bhreasail i Lorgain Bhaile Mhic Cana.
od XVII rozpoczął się proces Plantacji Ulsteru, czyli wysiedlanie Katolickich Irlandczyków i zasiedlanie ich miejsce angielskich protestantów oraz szkockich prezbiterianie.
w XX wieku w mieście dominował przemysł tekstylny, w którym zatrudnienie znalazło większość mieszkańców, aż do końca wieku.